# Algemene Bank Nederland
Algemene Bank Nederland — несуществующий ныне коммерческий банк Нидерландов. Банк был основан в октябре 1964 года в результате слияния Twentsche Bank и Nederlandsche Handel-Maatschappij. В последующем поглотил несколько крупных банков. В 1991 году в результате слияния Algemene Bank Nederland и AMRO Bank был образован ABN AMRO.

## Деятельность
Банк осуществлял широкий круг банковских операций: от предоставления краткосрочных и долгосрочных кредитов до посредничества в страховых операциях, лизинге, факторинге и др. Банк был связан с основными отраслями промышленности Нидерландов и других стран, с торговлей нефтью и алмазами. Банк являлся участником многонациональной банковской группы АБЕКОР и акционером (11 % капитала) многонациональной холдинговой компании Banque de la Société Financière Européenne (Люксембург).
За 1970—1980 годы активы банка возросли в 5 раз до 108,7 млрд гульденов, в той же степени увеличилась сумма капитала и резервов. Сумма привлечённых депозитов на начало 1982 года составляла 95 млрд гульденов (96 % активов). 46,9 % прибыли (до уплаты налогов и отчислений в резервы) дали иностранные операции Algemene Bank Nederland, обладавшего развитой сетью заграничных учреждений (69 отделений, 7 дочерних предприятий и 7 представительств). Банк имел 710 отделений в Нидерландах.